# Minimul lui Dalton

Minimul lui Dalton a avut loc la începutul secolului al XIX-lea. Independent de perioadele de minim, apare foarte clar o modulare a numărului petelor solare, care urmăresc ciclul solar de circa 11 ani

Minimul lui Dalton a fost o perioadă cu slabă activitate solară, denumită după meteorologul englez John Dalton, care s-a întins din 1790 până în 1830. La fel ca Minimul lui Maunder și Minimul lui Spörer, Minimul lui Dalton coincide cu o perioadă rece. De exemplu, stația meteorologică Oberlach din Germania a măsurat o scădere a temperaturilor medii de 2°C timp de peste 20 de ani. Anul fără vară (1816), a avut loc în timpul Minimului lui Dalton, deși originea sa ar fi, se pare, erupția vulcanului Tambora din Indonezia.
Cauza precisă a acestei scăderi a temperaturilor din această perioadă nu este bine cunoscută.